# Grupa rozwiązalna
Grupa rozwiązalna – grupa, dla której istnieje ciąg subnormalny o abelowych faktorach (przemiennych ilorazach).
Nazwa pojęcia ma swoje źródło w teorii Galois, skąd pochodzi – pierwiastki wielomianu o współczynnikach z pewnego ciała można wyrazić za pomocą pierwiastników (elementów ciała połączonych działaniami dodawania, odejmowania, mnożenia, dzielenia i pierwiastkowania dowolnego stopnia naturalnego), gdy tzw. grupa Galois ciała rozkładu danego wielomianu jest rozwiązalna. Twierdzenie Abela-Ruffiniego mówi, że grupy Galois ciała rozkładu wielomianów stopnia większego od 4 nie muszą być rozwiązalne, tzn. wśród wielomianów rzeczywistych dowolnego stopnia większego niż 4 istnieją wielomiany, których pierwiastki nie dają się przedstawić za pomocą pierwiastników. Przykładem może być następujący wielomian piątego stopnia: {\displaystyle x^{5}-x-1.}

## Definicja
Grupa {\displaystyle G} jest rozwiązalna, gdy istnieje ciąg podgrup
{\displaystyle \{1\}=H_{0}\subseteq H_{1}\subseteq \dots \subseteq H_{k-1}\subseteq H_{k}=G,}
takich, że dla każdego {\displaystyle 1\leqslant i\leqslant k} są spełnione warunki:
- {\displaystyle H_{i-1}} jest podgrupą normalną {\displaystyle H_{i}}
- grupa ilorazowa {\displaystyle H_{i}/H_{i-1}} jest abelowa.

### Warunki równoważne
Czasami jako definicję podaje się również następujący, równoważny warunek:
Grupa {\displaystyle G} jest rozwiązalna wtedy i tylko wtedy, gdy {\displaystyle G^{(n)}=\{1\}} dla pewnej liczby {\displaystyle n,}
gdzie {\displaystyle G^{(n)}} oznacza {\displaystyle n}-tą pochodną grupy {\displaystyle G.} Najmniejszą taką liczbę {\displaystyle n} nazywa się stopniem rozwiązalności grupy {\displaystyle G.}
Jeżeli grupa {\displaystyle G} jest skończona, to jest ona rozwiązalna wtedy i tylko wtedy, gdy faktory ciągu kompozycyjnego grupy {\displaystyle G} są grupami cyklicznymi rzędu będącego liczbą pierwszą. Równoważność ta wynika z twierdzenia Jordana-Höldera.

## Własności
- Podgrupa grupy rozwiązalnej jest rozwiązalna.
- Jeśli {\displaystyle H\vartriangleleft G} i grupa {\displaystyle G} jest rozwiązalna, to iloraz {\displaystyle G/H} również jest grupą rozwiązalną.
- Jeżeli {\displaystyle H\vartriangleleft G} oraz grupy {\displaystyle H} i {\displaystyle G/H} są rozwiązalne, to {\displaystyle G} również jest grupą rozwiązalną.
- Obraz homomorficzny grupy rozwiązalnej jest grupą rozwiązalną.
- Iloczyn prosty grup rozwiązalnych jest grupą rozwiązalną.

## Przykłady
- Każda grupa abelowa jest rozwiązalna.
- Grupy nilpotentne i superrozwiązalne są rozwiązalne.
- p-grupy są rozwiązalne.
- Grupa permutacji Sn jest rozwiązalna dla {\displaystyle n=1,2,3,4} i nie jest rozwiązalna dla {\displaystyle n>4.}
- Grupa alternująca {\displaystyle A_{4}} jest nieabelową grupą rozwiązalną. {\displaystyle \{\operatorname {id} \}\vartriangleleft V_{4}\vartriangleleft A_{4},} gdzie {\displaystyle V_{4}} oznacza czwórkową grupę Kleina. Grupa Kleina jest abelowa oraz {\displaystyle V_{4}\simeq V_{4}/\{\operatorname {id} \},} ponadto {\displaystyle A_{4}/V_{4}\simeq \mathbb {Z} _{3},} skąd {\displaystyle A_{4}} jest rozwiązalna.
- Nierozwiązalną grupą najmniejszego rzędu jest 60-elementowa grupa alternująca {\displaystyle A_{5}.}
- Każda nieabelowa grupa prosta {\displaystyle G} nie jest rozwiązalna, ponieważ {\displaystyle G/\{1\}\simeq G,} a w grupie prostej nie ma innych ciągów subnormalnych.

## Twierdzenia
Twierdzenie Feita-ThompsonaKażda skończona grupa rzędu nieparzystego jest rozwiązalna.
Twierdzenie Burnside’aKażda grupa rzędu {\displaystyle p^{a}q^{b}} jest rozwiązalna, gdzie {\displaystyle p,q} są liczbami pierwszymi, a {\displaystyle a,b} – nieujemnymi liczbami całkowitymi.